# 宋有文
宋有文（1415年—1474年），字顯章，四川成都府資縣人，軍籍。

## 生平
十一月初三日生，行二，治《詩經》，由國子生中式四川鄉試第十三名舉人，年四十歲中式景泰五年（1454年）甲戌科會試第六十六名，第二甲第九十六名進士。授監察御史，成化元年（1465年）二月升陕西按察司副使，七年以军功升右布政使，十一年十二月升都察院右副都御史、巡抚甘肃等处，十四年二月因军士鼓噪生变，降为河南布政司左参议，支正四品俸。八月以年老致仕。

## 家族
曾祖宋處仁；祖宋均義；父宋鑑；母劉氏。永感下，妻李氏，叔玉（巡檢），兄有成，弟有學；有安；有昌；有轍；有謙；有善；有爵。

## 延伸阅读
[在维基数据编辑]
 《明史卷二百九十七》，出自《明史》